# Kim Anderzon

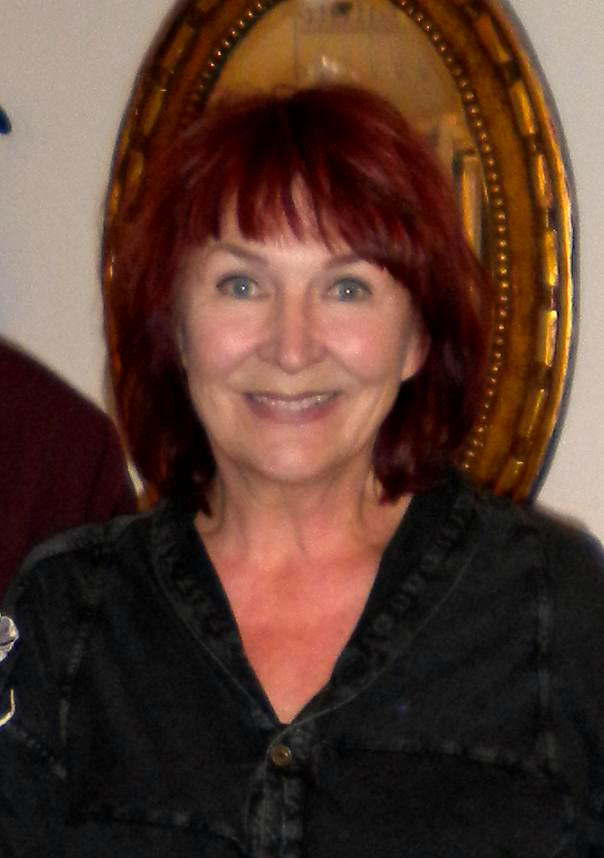
Kim Anderzon 2009

Kim Kerstin Kristina Birgitta Anderzon (* 20. März 1943 in Östersund als Kerstin Kristina Birgitta Andersson; † 24. Oktober 2014 in Lindholmen in Vallentuna) war eine schwedische Schauspielerin.

## Leben und Wirken
Anderzon begann ihre schauspielerische Laufbahn 1969 am Pistolteater in Stockholm, dem sie bis 1986 verbunden blieb. Dort trat sie unter anderem in Stücken von Voltaire (Candide, 1970), Shakespeare (Macbeth, 1973) und Molière (Die gelehrten Frauen, 1982) auf. Weitere Rollen hatte sie am Parktheater in Stockholm. 1969 stand sie auch zum ersten Mal vor der Kamera. Engagements hatte sie beispielsweise am Schlosstheater Drottningholm in Medea von Euripides (1983), am Riksteater in der Dreigroschenoper von Brecht (1992) und in Ein besonderer Tag von Scola (2002). Mit Vargkvinnan (Wolfsfrau) hatte sie 2003 ein Soloprogramm. Im Mosebacke Etablissement in Stockholm trat sie 2006 in Die dicke Frau (Grassa è bello) von Dario Fo und Franca Rame auf, weitere Rollen hatte sie dort bis 2010. Anderzon starb 2014 an den Folgen einer Krebserkrankung.
Zu den Auszeichnungen, die Anderzon im Laufe ihrer Karriere erhielt, gehörten 1983 der Filmpreis Guldbagge als beste Hauptdarstellerin in Andra dansen und 2001 die königliche Medaille Litteris et Artibus.
Ihre Tochter Tintin Anderzon (* 1964) ist ebenfalls Schauspielerin.

## Filmografie (Auswahl)
- 1969: Frukost
- 1969: Indelicate balance
- 1969: Miss and Mrs Sweden
- 1970: Kyrkoherden
- 1971: Badjävlar (Fernsehfilm)
- 1971: Kärlekens XYZ
- 1971: Midsommardansen
- 1974: Engeln (Fernsehserie)
- 1974: En enkel melodi
- 1974: Mahagonny (Fernsehfilm)
- 1975: Figaros bröllop (Fernsehfilm)
- 1976: Elvis! Elvis!
- 1978: Kvinnoborgen (Fernsehfilm)
- 1980: Nattvandraren (Fernsehspiel)
- 1980: Sällskapsresan
- 1980: Spela Allan (Fernsehspiel)
- 1981: Göta kanal
- 1981: Det finns inga smålänningar (Fernsehserie)
- 1981: Sally och friheten
- 1981: Skål och välkommen
- 1982: Klippet
- 1982: Junggesellen für eine Woche (Gräsänklingar)
- 1983: Spanarna (Fernsehserie)
- 1983: Öbergs på Lillöga (Fernsehserie)
- 1983: Der Casanova von Schweden (Raskenstam)
- 1983: Andra dansen
- 1984: Sköna juveler
- 1985: Den politiske kannstöparen (Fernsehfilm)
- 1985: Vägen till Gyllenblå! (Fernsehserie)
- 1985: Den tragiska historien om Hamlet – prins av Danmark (Fernsehserie)
- 1986: Bödeln och skökan (Fernsehfilm)
- 1986: Min pappa är Tarzan
- 1987: Titties salong (Fernsehserie)
- 1987: Saxofonhallicken (Fernsehfilm)
- 1988: Ingen kan älska som vi
- 1988: Stoft och skugga (Fernsehserie)
- 1990: Black Jack
- 1992: Ha ett underbart liv
- 1994: Tummelisa (svensk röst)
- 1994: Rederiet (Fernsehserie) (till och med 1996 och även 2002)
- 1995: Stannar du så springer jag
- 1996: Cluedo – en mordgåta (Fernsehserie)
- 1998: Längtans blå blomma (Fernsehserie)
- 1999: Julens hjältar (Julkalender)
- 2001: Magnus och Myggan
- 2003: Hem till Midgård
- 2004: Kärlekens språk
- 2005: Aphelium
- 2006: Göta Kanal 2 – Kanalkampen
- 2007: Leende guldbruna ögon (Fernsehserie)
- 2008: Andra Avenyn (Fernsehserie)
- 2008: Synd att klaga (Kurzfilm)
- 2008: Kom hit (Kurzfilm)
- 2011: Stjärnorna på slottet (Fernsehserie)
- 2012: Den sista dokusåpan (Fernsehserie)